# Odbojka na OI 1996.
Odbojka na Olimpijskim igrama u Atlanti 1996. godine uključivala je natjecanja u odbojci te po prvi puta na Igrama u službenom programu odbojci na pijesku, kako za žene tako i za muškarce.

## Osvajači medalja - odbojka
|       | Zlato | Srebro | Bronca |
| Muški | Nizozemska Peter Blangé Bas van de Goor Mike van de Goor Rob Grabert Henk-Jan Held Guido Görtzen Misha Latuhihin Olof van der Meulen Jan Posthuma Brecht Rodenburg Richard Schuil Ron Zwerver | Italija Andrea Sartoretti Paolo Tofoli Andrea Zorzi Pasquale Gravina Marco Meoni Samuele Papi Luca Cantagalli Andrea Gardini Andrea Giani Lorenzo Bernardi Vigor Bovolenta Marco Bracci | SR Jugoslavija Đula Mester Vladimir Batez Goran Vujević Andrija Gerić Đorđe Đurić Dejan Brdović Žarko Petrović Slobodan Kovač Vladimir Grbić Nikola Grbić Željko Tanasković Rajko Jokanović         |
| Žene  | Kuba Taismari Aguero Regla Bell Magaly Carvajal Marlenis Costa Ana Fernandez Mirka Francia Idalmis Gato Lilia Izquierdo Mireya Luis Raiza O'Farrill Yumilka Ruiz Regla Torres                 | NR Kina Javen Laj Jong-Mej Cui Venli Pan Ziling Vang Jue Sun Jan Li Ći He Ksiaoning Liu Jongmei Vu Junjing Zu Lina Vang Ji Vang                                                         | Brazil Ana Ida Alvares Leila Barros Ericleia Bodziak Hilma Caldeira Ana Paula Connelly Marcia Fu Cunha Virna Dias Ana Moser Ana Flavia Sanglard Helia Fofao Souza Sandra Suruagy Fernanda Venturini |

## Osvajači medalja - odbojka na pijesku
|       | Zlato                                             | Srebro                                       | Bronca                                      |
| Muški | SAD Karch Kiraly Kent Steffes                     | SAD Michael Dodd Mike Whitmarsh              | Kanada John Child Mark Heese                |
| Žene  | Brazil Jacqueline Silva Cruz Sandra Pires Tavares | Brazil Monica Rodrigues Adriana Samuel Ramos | Australija Natalie Cook Kerri Ann Pottharst |